# ECペロタス
ECペロタス (ポルトガル語: Esporte Clube Pelotas) は、ブラジル・リオグランデ・ド・スル州ペロタスを本拠地とするサッカークラブである。
カンピオナート・ブラジレイロ・セリエBとカンピオナート・ブラジレイロ・セリエCに数回参戦し、1930年にはカンピオナート・ガウショ（リオグランデ・ド・スル州選手権）に優勝した。女子チームは2008年にコパ・ド・ブラジル・フェミニーノに参戦した。

## 歴史
クラブはCSインテルナシオナル (Club Sportivo Internacional) とフット＝ボール・クラブ (Foot-ball Club) というペロタスの2つのクラブの合併により、1908年10月11日に創設された。1930年、ペロタスはカンピオナート・ガウショの決勝でグレミオを下して優勝した。
1983年、ペロタスはカンピオナート・ガウショ2部に優勝した。1988年、ペロタスはカンピオナート・ブラジレイロ・セリエBに初めて参戦したが、第1ステージで敗退した。1989年、クラブは再びセリエBに参戦し、また第1ステージで敗退した。
1995・1996年・1998年にペロタスはカンピオナート・ブラジレイロ・セリエCに参戦し、すべて第1ステージで敗退している。2003年、再びセリエCに参戦し、大会の第3ステージでRSフチボウに敗れた。ペロタスは同年のコパ・ド・ブラジルに出場したが、1回戦でグアラニに敗れた。
2008年、コパFGFの決勝でセラミカを下して初優勝し、それによって同年のレコパ・スウ＝ブラジレイラと、翌年のカンピオナート・ブラジレイロ・セリエDの参加資格を獲得した。レコパ・スウ＝ブラジレイラでは準決勝でアトレチコ・ソロカーバに2-0で敗れた。

## ライバル
ペロタスのライバルはブラジル・ジ・ペロタスとファロウピーリャである。前者のダービーはブラ＝ペウ (Bra-Pel) 、後者のダービーはファル＝ペウ (Far-Pel) として知られている。

## スタジアム
クラブのホームゲームは通常、ペロタスにあるエスタジオ・ボカ・ド・ロボで行う。最大収容人数は約24,000人。

## タイトル
- カンピオナート・ガウショ：1回
  - 1930
- カンピオナート・ガウショ2部：1回
  - 1983
- コパFGF（ポルトガル語版）: 1回
  - 2008
- カンピオナート・シタジーノ・デ・ペロタス：18回
  - 1913, 1915, 1916, 1925, 1928, 1930, 1932, 1933, 1939, 1944, 1945, 1951, 1956, 1957, 1958,
1960, 1981, 1996

## 歴代所属選手
- アクセウ 2007
- クリスティアン 2011

## 女子チーム
ECペロタスの女子サッカーチームは2008年にコパ・ド・ブラジル・フェミニーノに出場したが、第1ラウンドでサンタ・カタリーナ州カサドールのキンデルマンに破れて敗退した。第1レグでは5-0で敗れ、第2レグでも3-0で敗れた。